# Erich Schellow

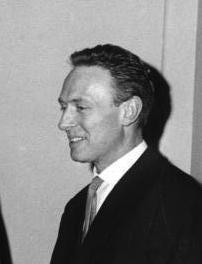
Erich Schellow bei der Verleihung des Berliner Kunstpreises 1960

Erich Schellow (* 27. Februar 1915 in Berlin; † 25. November 1995 ebenda) war ein deutscher Schauspieler. Gelegentlich war er auch als Synchronsprecher aktiv.

## Leben
Der Kaufmannssohn Schellow spielte bereits während der Schulzeit umfangreich Theater und absolvierte zwischen 1935 und 1937 die Schauspielschule des Preußischen Staatstheaters unter Walter Franck, Lothar Müthel, Hermine Körner und Maria Koppenhöfer. 1937 gab er sein Bühnendebüt als Mortimer in Friedrich Schillers Maria Stuart am Deutschen Volkstheater in Hamburg-Altona, wo er bis 1940 engagiert war. 1941 wechselte er an das Preußische Staatstheater in Berlin, wo er bis 1945 unter Vertrag blieb. Abgesehen von einem weiteren kurzen Engagement in Hamburg sowie Gastspielen in Zürich und Wien (Burgtheater) sollte Berlin das Zentrum seines künstlerischen Schaffens bleiben. Von 1948 an gehörte Schellow zum Ensemble der Staatlichen Schauspielbühnen Berlins und blieb bis zu deren Schließung 1993 eine feste Größe des Berliner Kulturschaffens. Gegen die Schließung der Theater, die er als seine „zweite Heimat“ verstand, und die erhaltene Kündigung klagte Schellow und ging mit Kollegen aktiv auf die Straße, um zu protestieren.
Für seine Verdienste um das Theater erhielt Schellow den Berliner Kunstpreis, den Deutschen Kritikerpreis sowie das Bundesverdienstkreuz. 1966 wurde er zum Berliner Staatsschauspieler ernannt. Zudem war er ab 1965 ordentliches Mitglied der Berliner Akademie der Künste, aus der er 1992 aus Protest gegen die gesamte Übernahme der Akademiemitglieder der ehemaligen DDR wieder austrat.

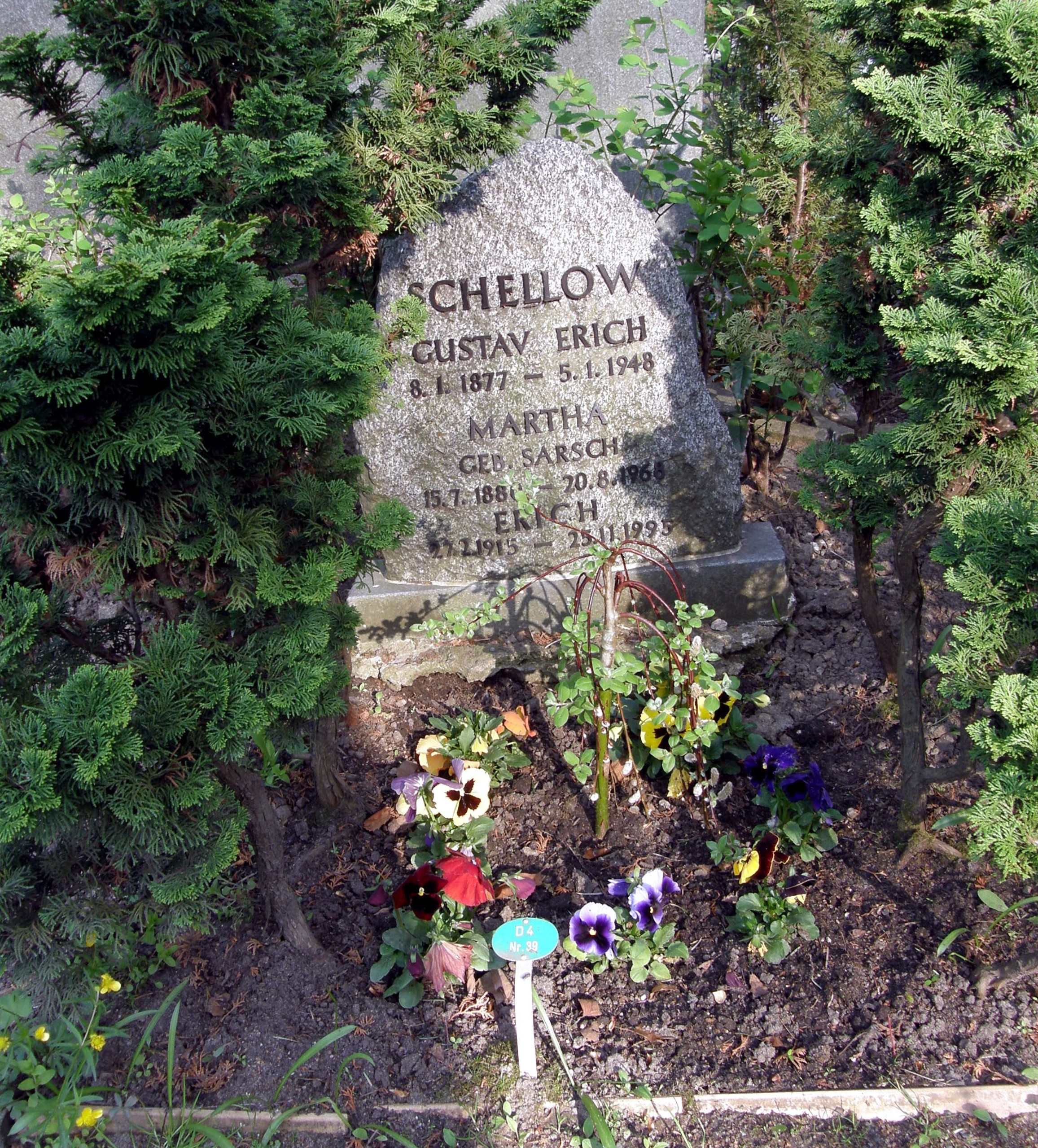
Schellows Grab auf dem Friedhof Wilmersdorf

In Film und Fernsehen nahm der renommierte Theaterschauspieler Schellow nur selten Rollen an. Er spielte unter Regisseuren wie Helmut Käutner (In jenen Tagen, Bildnis einer Unbekannten), Fritz Kortner (Die Stadt ist voller Geheimnisse) und Josef von Báky (in dessen Familiensaga Hotel Adlon) und neben Kollegen wie Hans Albers (Vor Sonnenuntergang). In Falk Harnacks Der 20. Juli war er als protestantischer Pfarrer zu sehen und in Käutners Der Hauptmann von Köpenick verkörperte er eben jenen Hauptmann, der nach Quittierung des Militärdienstes seine Uniform versetzt, wodurch sie in den Besitz des von Heinz Rühmann verkörperten Titelhelden gelangt. 1967 schlüpfte Schellow für sechs Folgen einer Fernsehserie zudem in die Rolle des Sherlock Holmes neben Paul Edwin Roths Dr. Watson – eine Darbietung, für die ihn die deutsche Sherlock-Holmes-Gesellschaft Von Herder Airguns Ltd 1991 zu ihrem ersten Ehrenmitglied ernannte.
Daneben lieh Schellow, der sich selbst nie als Synchronsprecher verstand, seine Stimme prominenten Schauspielkollegen wie Rex Harrison (Mitternachtsspitzen), Peter Cushing (u. a. Dracula und Die Rache der Pharaonen), Vittorio Gassman (Sturm im Osten), Charlton Heston in der Miniserie (Die Polizei-Chiefs von Delano) und Mel Ferrer (Krieg und Frieden).
Erich Schellow erlitt 1993 einen schweren Schlaganfall, in dessen Folge er an starken Lähmungserscheinungen litt und 1995 in seiner Heimatstadt Berlin verstarb. Er wurde auf dem Friedhof Wilmersdorf beigesetzt.

## Filmografie (Auswahl)
- 1947: In jenen Tagen
- 1954: Die Stadt ist voller Geheimnisse
- 1954: Bildnis einer Unbekannten
- 1954: Ein Mädchen aus Paris
- 1954: Drei vom Varieté
- 1955: Der 20. Juli
- 1955: Hotel Adlon
- 1956: Vor Sonnenuntergang
- 1956: Der Hauptmann von Köpenick
- 1964: Clavigo
- 1964: Der Apoll von Bellac
- 1967–1968: Sherlock Holmes (6 Folgen)
- 1968: Tragödie auf der Jagd
- 1969: Das Trauerspiel von Julius Caesar
- 1974: Der Kommissar – Domanns Mörder
- 1979: Ein Mord, den jeder begeht
- 1986: Wanderungen durch die Mark Brandenburg

## Auszeichnungen
- 1960: Berliner Kunstpreis
- 1963: Ernennung zum Berliner Staatsschauspieler
- 1965: Bundesverdienstkreuz Erster Klasse
- 1965: Mitglied der Akademie der Künste (Berlin)
- 1966: Deutscher Kritikerpreis
- 1985: Ehrenmitglied der Staatlichen Schauspielbühnen Berlin
- 1990: Silbernes Blatt der Dramatiker Union